# 佐賀入院患者射殺事件
佐賀入院患者射殺事件（さがにゅういんかんじゃしゃさつじけん）とは、2007年（平成19年）11月8日に佐賀県武雄市で、整形外科病院に入院中の男性が暴力団組員に射殺された事件。一般市民が暴力団抗争に巻き込まれ、人違いで殺害された。武雄入院患者射殺事件、武雄事件とも呼ばれる。

## 事件の経緯
2007年（平成19年）11月8日7時40分ごろ、佐賀県武雄市の整形外科病院の2階個室に入院していた板金業の男性（当時34歳）が、指定暴力団道仁会（福岡県久留米市）系の組員の男（当時61歳）に拳銃で撃たれ、間もなく死亡した。その後、組員の男は白いセダンで逃走した。
被害者は、10月上旬にラグビーの試合でアキレス腱を断裂し、入院していた。その後は順調に回復し、退院を目前にしていた。
11月25日、組員の男が福岡県大野城市で回転式拳銃を所持していたとして銃刀法違反の疑いで佐賀県警察に逮捕された。事前に佐賀県警が犯行への関与を特定し、22日に逮捕状を取って行方を探している最中だった。車から降りた男を自動車警ら隊員が職務質問をして揉み合い後、そこで回転式拳銃を取り出し上空に向けて1発撃った所で取り押さえられ逮捕された。組員の男は、女（当時44歳、後に共犯として逮捕）と共に事件を計画したが、誤情報により、被害者の病室に以前入院していた九州誠道会関係者と間違えて射殺したこと、同年8月には福岡県福岡市路上で起きた3代目道仁会会長殺害に対しての報復として実行したことを自供している。
佐賀・福岡・熊本の3県では2006年（平成18年）から、道仁会の分裂に伴い、互いの幹部が射殺されるなど抗争が激化しており、これに巻き込まれたものと思われる。この事件を受けて、九州誠道会の関係者が遺族へ謝罪及び抗争終結に関する文書を提出している。

## 裁判
2008年（平成20年）6月10日、被告人である組員の男に対する判決公判が佐賀地裁で開かれ、「無防備の入院患者に、問答無用で発砲した残忍、冷酷な犯行」として懲役24年の判決（求刑：無期懲役）が言い渡された。
佐賀地方検察庁と弁護側の双方が量刑不当などを理由に福岡高等裁判所へ控訴した。控訴審で検察側は改めて無期懲役を求めた一方、弁護側は被害者遺族と被告人との間で示談が成立している点、被告人が癌で余命1年と診断された点などを主張して減刑を求めたが、2009年（平成21年）2月3日に控訴審判決公判が開かれ、福岡高裁（川口宰護裁判長）は「善良な市民を殺害したという殺人事件のなかでも極めて悪質であり、被告人が『人違いをしたとは認識しておらず、今でも（被害者が）暴力団関係者であると思っている』と主張するなど、到底反省しているとは思えない」などとして原判決を破棄自判、求刑通り無期懲役とする判決を言い渡した。その後、最高裁第一小法廷（宮川光治裁判長）も2010年（平成22年）3月8日付で上告を棄却する決定を出したため、無期懲役が確定した。
2014年（平成26年）8月13日、犯人の男は大阪医療刑務所で病死した（67歳没）。